# Ван Бюрен, Вилко
Вилко ван Бюрен (нидерл. Wilco van Buuren; род. 24 мая 1962, Делфт, Южная Голландия) — нидерландский футболист и тренер. В качестве игрока выступал на позициях защитника и полузащитника. Начинал карьеру в клубе ДХК, выступал также за команды «Аякс», ПЕК Зволле, «Виллем II», «Ден Хаг» и «Козаккен Бойз».
В 1998 году стал ассистентом главного тренера в клубе «Виллем II», а позже работал с юношескими командами «Валвейка», «Аякса» и НЕК’а. В августе 2007 года стал директором футбольной академии клуба «Риффа» из Бахрейна, а год спустя возглавил молодёжную сборную Венгрии. С 2010 года на протяжении трёх с половиной лет работал в Саудовской Аравии, а с июля 2014 года являлся тренером юношеской команды в клубе «Аль-Шабаб» из Дубая.

## Игровая карьера

### Ранние годы
Вилко ван Бюрен начинал футбольную карьеру в родном Делфте в команде ДХК. Его младший брат Марсел, который был младше него на два года, появился в команде позже. Их отец Вим в прошлом был футболистом и играл за этот клуб на позиции крайнего нападающего, а в 1960 году перешёл в «Спарту». Тренерами Вилко были Ян Звинкелс и Ян Рёрингс.
В возрасте 18 лет Вилко дебютировал за основной состав ДХК, а годом позже — в команде дебютировал его брат. На тот момент их клуб выступал в дивизионе Хофдклассе. Вилко играл на позиции защитника, а Марсел был нападающим.

### «Аякс»
В мае 1983 года братья ван Бюрены перешли в амстердамский «Аякс». В чемпионате Нидерландов Вилко дебютировал 21 августа, выйдя на замену в матче с «Утрехтом», завершившемся вничью 1:1. На поле 21-летний защитник появился на 80-й минуте вместо Рональда Кумана, который также проводил свою первую игру в чемпионате. В январе 1984 года клуб «Эксельсиор» из Роттердама намеревался взять Вилко в аренду, но сделка не состоялась. В дебютном сезоне ван Бюрен старший сыграл 7 матчей в чемпионате, в основном выходя на замену.
В своём втором сезоне Вилко крайне редко играл за основной состав «Аякса». В чемпионате он сыграл всего три минуты за два матча. 24 октября ван Бюрен провёл свою первую игру Кубке УЕФА — выйдя на замену в матче с «Богемианс 1905». В последний раз в составе «красно-белых» Вилко появлялся на поле 11 декабря во встрече с клубом «Герьянсдам», которая проходила в рамках второго раунда Кубка Нидерландов. В конце января 1985 года он отправился доигрывать сезон в ПЕК Зволле на правах аренды.

### ПЕК Зволле и «Виллем II»
В команде Ко Адриансе 23-летний футболист дебютировал 2 февраля в матче с «Фортуной», сыграв на позиции нападающего. Своим первые голы за клуб он забил 8 апреля во встрече с АЗ, сделав дубль. За четыре месяца ван Бюрен сыграл 12 матчей, а после окончания аренды он подписал с клубом полноценный контракт, даже несмотря на то, что его команда по итогам сезона выбыла в Эрстедивизи.
В трёх последующих сезонах Вилко сыграл за клуб 92 матча в чемпионате, забив в них 16 голов. В апреле 1988 года интерес к футболисту проявляли «Рода» и «Виллем II», где он рассматривался как преемник Ханса Вердеккера. 6 мая было объявлено, что ван Бюрен подписал двухлетний контракт с клубом «Виллем II» из Тилбурга.
В составе «Виллема II» дебютировал 20 августа в матче чемпионата страны против «Спарты». После одного проведённого сезона, в котором его команда заняла 15 место в чемпионате и дошла до полуфинала кубка страны, Вилко в июне 1989 года подписал контракт с клубом «Ден Хааг» из одноимённого города.

### Поздняя карьера
В клубе ван Бюрен воссоединился со своим бывшим тренером Ко Адриансе, который возглавил «Ден Хааг» в 1988 году. Перед началом сезона Вилко принял участие в 11 товарищеским матчах и забил 3 гола. В первом туре чемпионата его команда дома крупно проиграла «Аяксу» со счётом 0:4. В сентябре Вилко получил травму спины, а в октябре из-за травмированного бедра выбыл на несколько месяцев. В декабре ему пришлось завершить профессиональную карьеру из-за износа хряща тазобедренного сустава. Тем не менее ван Бюрен не оставил футбол и отыграл ещё два сезона за любительский клуб «Козаккен Бойз».

## Тренерская карьера
В июле 1998 года ван Бюрен начал тренерскую карьеру, став ассистентом Ко Адриансе в своём бывшем клубе «Виллем II». Стажировка длилась на протяжении одного года, а в июле 1999 года он был назначен тренером юношеской команды «Валвейка» до 15 лет. Через год Вилко отправился в амстердамский «Аякс», где возглавил юношескую команду до 16 лет. В январе 2002 года было объявлено, что тренер покинет клуб по окончании сезона. Летом ван Бюрен стал работать в клубе НЕК, где занимался с юношескими командами, а также выполнял роль скаута.
В июле 2005 года Вилко вернулся в футбольную академию «Аякса». В сезоне 2006/07 его команда «Аякс D3» выиграла чемпионат Нидерландов в возрастной категории до 12 лет. Летом 2007 года ван Бюрен покинул команду и отправился в Бахрейн, где ему было предложено стать директором футбольной академии клуба «Риффа», а также тренером-ассистентом в первой команде.
В сентябре 2008 года он возглавил молодёжную сборную Венгрии, и кроме этого, отвечал за сборные до 17, 19 и 20 лет. 15 октября молодёжная сборная Венгрии до 20 лет провела первый матч под руководством нидерландского специалиста, уступив со счётом 4:1 сверстникам из Словакии. Матч состоялся в рамках Альпийско-адриатического кубка. В августе следующего года сборную до 20 лет возглавил Шандор Эгервари.
20 октября 2008 года юношеская сборная до 19 лет разгромила сборную Сан-Марино со счётом 6:0, одержав первую победу в отборочном турнире к чемпионату Европы. В двух оставшихся матчах в группе венгры выиграли на выезде у Азербайджана и уступили дома сборной Шотландии. Заняв второе место, команда вышла в следующий отборочный раунд, где в первом же матче проиграла Австрии — 2:3. К следующей игре в группе сборную уже готовил Флориан Альберт.
При ван Бюрене юношеская сборная Венгрии до 17 лет провела только один официальный матч — уступив команде Сербии в матче отборочного турнира к чемпионату Европы, состоявшемся 25 марта 2009 года. Через два месяца молодёжная сборная Венгрии до 21 года стартовала в отборочном турнире к чемпионату Европы. Под руководством тренера команда провела в группе три матча. Контракт Вилко с Федерацией футбола Венгрии был до октября 2009 года, но он покинул сборную ещё до окончания соглашения.

## Личная жизнь
Женат. Есть две дочери и сын Барт, который играет в футбол за юношескую команду ТОП «Осс».

## Статистика по сезонам
| Клуб             | Сезон            | Чемпионат Нидерландов | Чемпионат Нидерландов | Кубок Нидерландов | Кубок Нидерландов | Кубок УЕФА | Кубок УЕФА | Итого | Итого |
| Клуб             | Сезон            | Игры                  | Голы                  | Игры              | Голы              | Игры       | Голы       | Игры  | Голы  |
| ---------------- | ---------------- | --------------------- | --------------------- | ----------------- | ----------------- | ---------- | ---------- | ----- | ----- |
| Аякс             | 1983/84          | 7                     | 0                     | 0                 | 0                 | 0          | 0          | 7     | 0     |
| Аякс             | 1984/85          | 2                     | 0                     | 1                 | 0                 | 1          | 0          | 4     | 0     |
| Аякс             | Итого            | 9                     | 0                     | 1                 | 0                 | 1          | 0          | 11    | 0     |
| ПЕК Зволле       | 1984/85          | 12                    | 2                     | 0                 | 0                 | —          | —          | 12    | 2     |
| ПЕК Зволле       | 1985/86          | 33                    | 5                     | 4                 | 1                 | —          | —          | 37    | 6     |
| ПЕК Зволле       | 1986/87          | 31                    | 6                     | 2                 | 2                 | —          | —          | 33    | 8     |
| ПЕК Зволле       | 1987/88          | 28                    | 5                     | ?                 | 0                 | —          | —          | 28+   | 5     |
| ПЕК Зволле       | Итого            | 104                   | 18                    | 6                 | 3                 | —          | —          | 110+  | 21    |
| Виллем II        | 1988/89          | 24                    | 2                     | ?                 | 1                 | —          | —          | 24+   | 3     |
| Виллем II        | Итого            | 24                    | 2                     | ?                 | 1                 | —          | —          | 24+   | 3     |
| Ден Хаг          | 1989/90          | 5                     | 0                     | 2                 | 0                 | —          | —          | 7     | 0     |
| Ден Хаг          | Итого            | 5                     | 0                     | 2                 | 0                 | —          | —          | 7     | 0     |
| Всего за карьеру | Всего за карьеру | 142                   | 20                    | 9+                | 4                 | 1          | 0          | 152+  | 24    |